# Nebamon (vezír)
Nebamon („Ámon az én uram”) ókori egyiptomi hivatalnok, Alsó-Egyiptom vezírje volt a XVIII. és a XIX. dinasztia idején, Horemheb, I. Ramszesz, I. Széthi és II. Ramszesz uralkodása alatt. I. Széthi uralkodásának elején említik a memphiszi palota feljegyzéseiben.
Sírjának helye még nem ismert, de valószínűleg Szakkarában található. A thébai TT324 sírban együtt ábrázolják Uszermontu vezírrel, ami azt sugallja, egyszerre töltötték be a vezíri pozíciót. Nebamon leginkább egy Abüdoszban talált mészkő sztéléről ismert, amely ma a kairói Egyiptomi Múzeumban található (Cairo CG 1140) és melyen számos címét felsorolják. Rokoni kapcsolatban állt Ozirisz főpapjával, Wenennoferrel.

## Fordítás
- Ez a szócikk részben vagy egészben  a   Nebamun (Vizier) című angol Wikipédia-szócikk ezen változatának fordításán alapul.  Az eredeti cikk szerkesztőit annak laptörténete sorolja fel. Ez a jelzés csupán a megfogalmazás eredetét és a szerzői jogokat jelzi, nem szolgál a cikkben szereplő információk forrásmegjelöléseként.